# Red Herring (Wirtschaft)
Ein Red Herring oder Preliminary Offering Memorandum ist ein vorläufiger Wertpapier-Emissionsprospekt und bezeichnet ein (meistens in englischer Sprache verfasstes) Dokument in Heftform von bis zu mehreren hundert A4-Seiten.
Dieser Prospekt enthält die Details einer Anleihen-Emission einer neu auf den Kapitalmarkt zu bringenden Obligation mit allen Zahlen, Fakten und Bilanzen des Emittenten, Hintergründen zu Industrie und vielem mehr. Selbst politische Gegebenheiten, Marktsituationen, Verflechtungen und andere Informationen des Emittenten können Erwähnung im Red Herring finden.
In einem Red Herring werden alle Emissionsdaten ohne die relevanten Daten wie Kupon, genaues Emissions- und Verfallsdatum, frühzeitiges Rückzahldatum, Emissionsgröße, Teilstückelungen etc. abgedruckt und während der Marketingphase (der sogenannten Roadshow) an interessierte Investoren verteilt oder versandt. Der Red Herring ist im Gegensatz zur Kriminalistik eine Publikation, welche sämtliche relevanten Fakten bis auf die oben erwähnten Daten der Anleihensemission klar definiert. Vermutlich wird er Red Herring genannt, weil der Emissionsentwurf auf der Titelseite des Preliminary Offering Memorandum in roter Schrift den Hinweis enthält, dass die Informationen noch nicht komplett sind und sich unter Umständen ändern können. Für die Investoren sind die Angaben insofern irrelevant, als sämtliche anderen Aspekte einer Neuemission vorderhand wichtiger sind, um die Grundsatzentscheidung zu treffen, eine neue Anleihe als Investition und Kapitalanlage aufzunehmen. In der zweiten Phase wird während der Roadshow der mögliche Preis vordefiniert.
Die relevanten und im Red Herring fehlenden Anleihendaten werden im Verlauf der Marketingphase im Gremium der Syndikatsbanken und der Institution aufgrund der vorhandenen Nachfrage definiert. Am Emissionstag werden die Daten konkretisiert und der Preis der Anleihe bestimmt. Der endgültige Emissionsprospekt wird aufgrund des Pricing nochmals gedruckt und archiviert.